# Топола (село)
Топола (болг. Топола) — село в Болгарии. Расположен на побережье Чёрного моря. Находится в Добричской области, входит в общину Каварна. Население составляет 161 человек.

## Политическая ситуация
В местном кметстве Топола, в состав которого входит Топола, должность кмета (старосты) исполняет Ердоан Джевадов Демиров (Движение за права и свободы (ДПС)) по результатам выборов правления кметства.
Кмет (мэр) общины Каварна —  Цонко Здравков Цонев (независимый) по результатам выборов в правление общины.